# 凝膠電泳

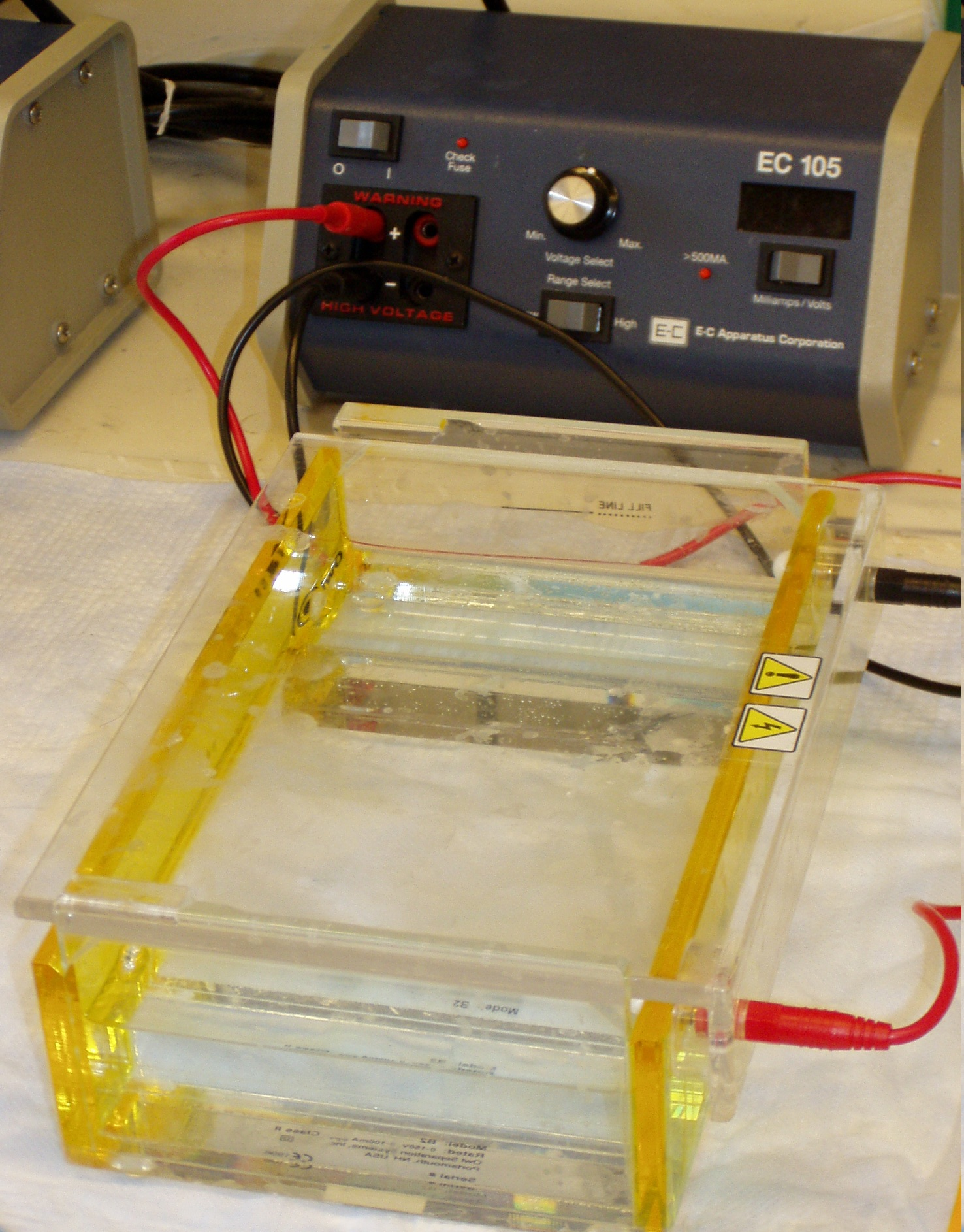
一部洋菜凝膠電泳，琼脂糖凝胶（洋菜膠）置于充满缓冲液的盒中，电源由后方施加电流。负极在远端（黑线），因此 DNA 向带正电的阳极（红线）迁移。

凝胶电泳（英语：Gel electrophoresis）或称胶体电泳，是一种用于大分子（如DNA、RNA、蛋白质）以及其碎片的分离、分析技术。该技术被科学工作者用于分离具有不同物理性质（大小、电荷、等电点）的分子。凝胶电泳通常用于分析用途，但也可以作为预处理技术，在进行质谱、聚合酶链式反应、克隆、DNA测序或者免疫印迹等检测之前，进行分子的纯化。
凝胶电泳在用于分离核酸分子时，带有负电荷的核酸分子在外加电场的作用下穿过凝胶组成的网格。由于较小的分子更容易通过网孔，较小的分子凝胶基质中穿行地更快，并且可以移动得更远。这与分子筛的现象类似。
在分离蛋白质分子时，蛋白质分子往往由于太大而不能穿过凝胶中的网孔，因此蛋白质的分离是依靠蛋白质分子上带的电荷来进行的。
除了分离核酸和蛋白质等分子，凝胶电泳还可以用于分离纳米微粒。
之所以选用凝胶而不是液体作为电泳的介质，有以下因素的考量：首先，外加电场可以引起液体的热对流，在胶体中这种对流会被抑制；其次，有的凝胶可以起到一种分子筛的作用；凝胶还可以延缓分子穿越的速度，并且能在电泳后保持分离结果，为后续的染色提供机会。

## 物理原理
凝胶电泳是由“凝胶”和“电泳”两个术语复合而成。
凝胶是固态的、多孔隙的交联聚合物，是整个实验进行的基质。大多数情况下，凝胶是由交联的多聚物组成的。多聚物的组成和孔隙都会根据目标分子的性质来设计。
在分离蛋白质和在分离小核酸时凝胶通常由不同浓度的丙烯酰胺和交联剂聚合而成；分离大一点的核酸时（长度超过几百个碱基），纯化的琼脂更适合作为基质。
电泳是利用电场力移动凝胶基质中的分子的一种方法。将含有待测分子的样本放入凝胶上的井（wells）中，并且施加电场，待测分子就会以不同的速率通过基质。

## 凝膠製備
“凝膠電泳”的第一個部分「凝膠」，是指用來分離分子的基質（matrix）。大致上凝膠是個可以被科學家控制多孔性（porosity）的交聯聚合物。在分離蛋白質或小的核酸（DNA、RNA，或寡核苷酸）的時候，凝膠通常是用不同濃度的丙烯酰胺和一個交聯劑聚合而成，形成不同大小網眼的聚丙烯醯胺網狀系統。
分離較大的核酸（超過幾百個鹼基對時）較常用的基質是純化的洋菜膠，洋菜膠是海藻（seaweed）的萃取物。
在以上兩者裡的凝膠都是形成固體但是具孔隙的基質，外觀和觸感都像透明的果凍。不像聚丙烯醯胺产物，丙烯醯胺本身是種神經毒素，需要按良好藥品實驗研究規範（Good Laboratory Practices，GLP）操作以避免毒性，通常一般的實驗室都已經購買成品，生產方面只要交由生技工廠操作就可以。

## 電泳方法

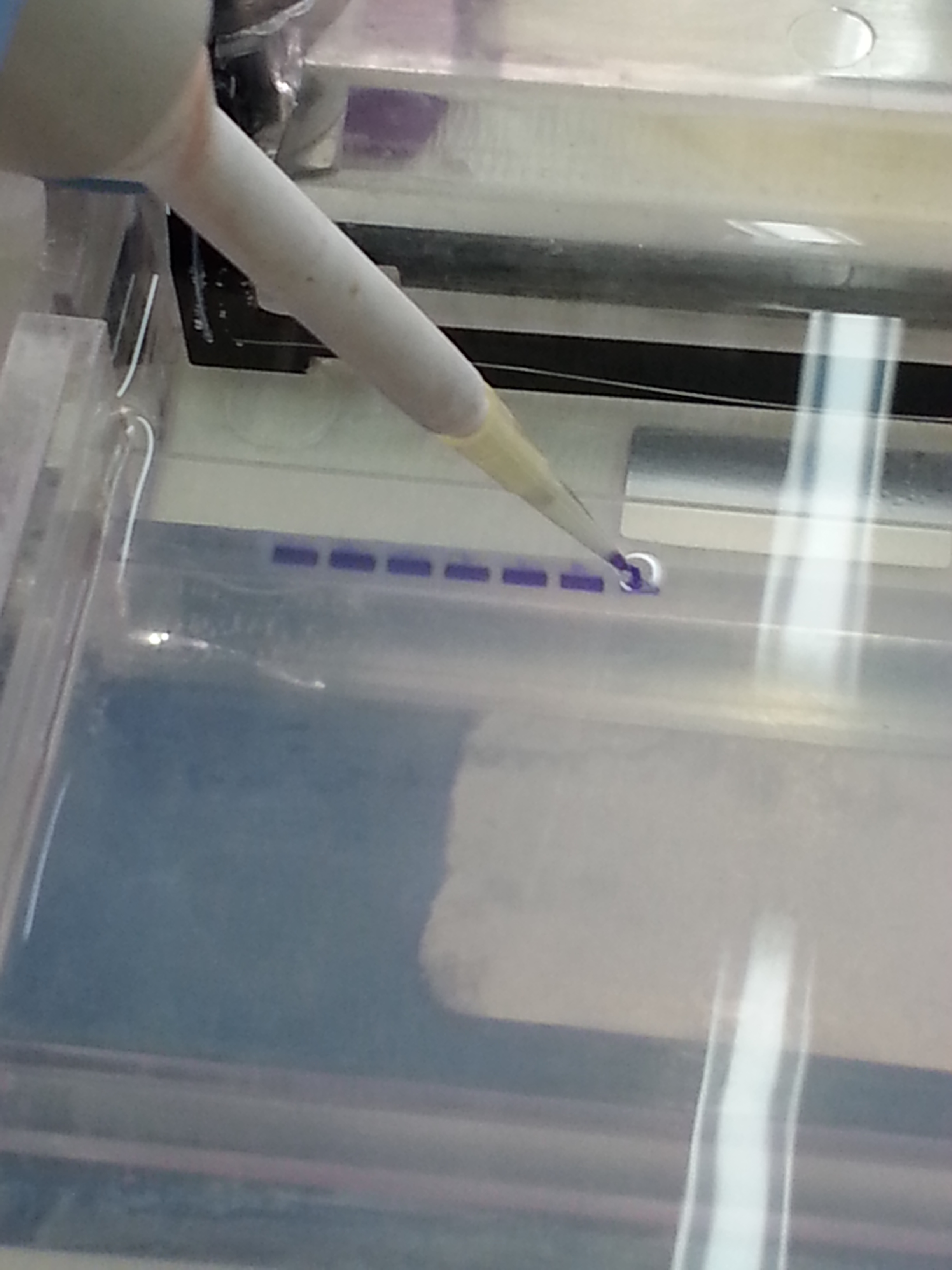
瓊脂糖凝膠電泳，將樣品加入凝膠的樣品孔中

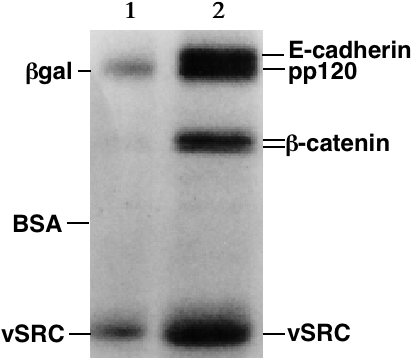
SDS-PAGE 自射線攝影 - 蛋白質是目前在不同濃度的兩個樣品。

第二個部分，「電泳」，是指在凝膠（瓊脂糖凝膠 (Agarose)或十二烷基硫酸鈉聚丙烯酰胺凝膠電泳）上用來推動或拉住分子的電動勢（electromotive force, EMF）；將待測分子放進凝膠上的井（wells）並導入適當的電流，分子就會以不同的速率在有孔隙的膠體中移動；如果分子帶負電多就會往氧化極（anode），帶正電多就往還原極（cathode）移動（注意到膠凝電泳操作原理相似於電解池，氧化極帶正電而還原極帶負電）。在核酸（DNA或RNA）的例子裡，待測分子從負電極到正電極的移動方向是因為核酸骨架上的磷酸鹽携带負電。雙股DNA片段自然的形成長桿狀（long rods），所以核酸片段在凝膠內的移動和他們的旋轉半徑（radius of gyration）有關。簡單的說，就是和分子大小相關。單股DNA或RNA傾向於摺疊成複雜形狀的分子，根據他們的三級結構以複雜的方式在凝膠內移動。因此，像是氫氧化鈉或甲醯胺這類可以破壞氫鍵的化學物，就用來把DNA或RNA從三級結構變性，再度形成長桿狀。
另一方面，蛋白質有不同的電荷和複雜的形狀，所以當放電動勢（EMF）在同一種蛋白質樣品上，蛋白質可能會以不同的速度進入凝膠或完全不移動。所以蛋白質在有洗滌劑，如：十二烷基硫酸鈉(SDS)或十二烷基磷酸鈉(SDP)出現時會變性。洗滌劑會以負電荷覆蓋蛋白質。通常SDS鍵結的量跟蛋白質的大小有關係，所以鍵結後變質的蛋白質帶有負電荷，而且所有蛋白質有相似的「荷質比」（電荷和質量的比值）。因為變質的蛋白質移動方式像是長桿狀，而不是複雜的三級結構，和SDS結合的蛋白質在凝膠內移動的速率只和它的大小有關，跟它的帶電量或形狀無關。
在跑完電泳，最小的分子幾乎到達氧化極之後，可以對凝膠裡的分子染色，這樣才能看到分子。可以用溴化乙錠，銀或考馬斯亮藍染色。也可以用其他方法看到凝膠裡分離後的混合物組成。如果分析物的分子在紫外線下會發光，就可以在紫外線下拍出凝膠的照片。如果要分離的分子有放射性原子，凝膠可以用同位素示蹤劑記錄，記錄方法同上面所述。
如果一開始有很多個混合物一個接一個注入相鄰的「井」，跑出來的結果會是一條一條平行的軌跡〈lane〉。根據不同分子的數量，每一條軌跡都有一條或以上，明顯的亮帶（band），表示原本混合物分離出來的組成，每個亮帶代表一個組成，組成物分離不完全就會跑出重疊的亮帶，或者難以辨別的汙點（smear）就表示許多組成物沒有分解。

## 種類
凝膠電泳被用於分子生物學、遺傳學和生物化學：
- 大的DNA或者RNA分子通常利用瓊脂糖凝膠電泳（agarose gel electrophoresis）分離，也可以使用聚丙烯酰胺凝膠電泳（PAGE）。
- 蛋白質的凝膠電泳通常在加入十二烷基硫酸鈉聚丙烯酰胺凝膠電泳（英語：sodium dodecyl sulfate polyacrylamide gel electrophoresis，简称SDS-PAGE）中進行，或者非變性凝膠電泳，或二維電泳。
- 毛細管電泳
- 酶譜法（zymography）
- 變性梯度膠凝電泳（Denaturing Gradient Gel Electrophoresis，DGGE）

## 外部連結
- Biotechniques Laboratory electrophoresis demonstration, from the University of Utah's Genetic Science Learning Center
- Protein electrophoresis and Western Blotting